# Pediobius ni
Pediobius ni är en stekelart som beskrevs av Peck 1985. Pediobius ni ingår i släktet Pediobius och familjen finglanssteklar.
Artens utbredningsområde är:
- Costa Rica.
- Honduras.

Inga underarter finns listade i Catalogue of Life.